# Lista de episódios de Parks and Recreation
Lista de episódios da série Parks and Recreation, no ar desde 9 de Abril de 2009, está atualmente na 6ª temporada pela rede NBC nos EUA  e pelo Sony Entertainment Television no Brasil

## 1ª Temporada
A primeira temporada da série tem 6 episódios e é exibida de 9 de Abril a 14 de Maio de 2009, mas a série retornaria poucos meses depois com sua segunda temporada.
| Nº | Título         | Estreia EUA         |
| --- | -------------- | ------------------- |
| 01 | "Pilot"        | 9 de Abril de 2009  |
| Na tentativa de embelezar sua cidade, Leslie Knope resolve ajudar a enfermeira local Ann Perkins a transformar um grande buraco originário de uma construção abandonada em um parque comunitário. A saga do Departamento de Parques de Pawnee será a partir de então contada num documentário. |                |                     |
| 02 | "Canvassing"   | 16 de Abril de 2009 |
| Leslie e sua equipe vão de porta em porta recrutar membros para apoiarem o Departamento de Parques na próxima reunião da prefeitura, mas se deparam com obstáculos, já que o público não aceita muito bem a ideia.                                                                             |                |                     |
| 03 | "The Reporter" | 23 de Abril de 2009 |
| Leslie chama um repórter para falar sobre seu projeto de parque mas as coisas não vão tão bem quando Mark resolve se envolver com o repórter. |                |                     |
| 04 | "Boy's Club"   | 30 de Abril de 2009 |
| Leslie tenta entrar para o clube de homens veteranos de Pawnee, mas por motivos óbvios a tentativa tem tudo para ser falha. |                |                     |
| 05 | "The Banquet"  | 7 de Maio de 2009   |
| Leslie promove um banquete em homenagem a sua mãe, onde ela aprende a se envolver na política. |                |                     |
| 06 | "Rock Show"    | 14 de Maio de 2009  |
| Leslie percebe que um jantar com um veterano de Pawnee, foi na verdade um encontro arranjado pela sua própria mãe, e tem o difícil dever de conciliar os problemas com a mãe com o trabalho.                                                                                                   |                |                     |

## 2ª temporada
A segunda temporada da série tem 24 episódios exibidos de 17 de Setembro de 2009 a 20 de Maio de 2010.
| Nº | Título               | Estreia EUA             |
| --- | -------------------- | ----------------------- |
| 01 | "Pawnee Zoo"         | 17 de Setembro de 2009  |
| Leslie causa polêmica no zoológico de Pawnee ao casar dois pinguins machos. |                      |                         |
| 02 | "The Stakeout"       | 24 de Setembro de 2009  |
| Leslie e Tom resolvem armar uma emboscada para descobrir quem plantou maconha na horta comunitária onde seria o futuro parque. |                      |                         |
| 03 | "Beauty Pageant"     | 1 de Outubro de 2009    |
| Leslie é juíza na competição do Miss Pawnee, mas fica decepcionada com os resultados, não bastando isso Leslie descobre que o ex-namorado de Ann, Andy, está vivendo na cova onde pretende construir o parque, Andy pretende fazer de tudo para não perder seu "lar" e em contra partida Leslie fará tudo pela construção do parque.                                               |                      |                         |
| 04 | "Practice Date"      | 8 de Outubro de 2009    |
| Ann ajuda Leslie a se preparar para o primeiro encontro com Dave. Para isso, passa a treinar Leslie na arte dos encontros. |                      |                         |
| 05 | "Sister City"        | 15 de Outubro de 2009   |
| Leslie e sua equipe receberão os representantes da cidade irmã de Pawnee na Venezuela, o que o Departamento de Parques não esperava era que os venezuelanos fariam de tudo para humilhar os norte-americanos, o episódio faz muitas críticas ao regime socialista de Hugo Chávez e Leslie chega a gritar que odeia Chávez.                                                         |                      |                         |
| 06 | "Kaboom"             | 22 de Outubro de 2009   |
| Leslie resolve tampar o buraco do parque sozinha, mas acaba ferindo Andy que agora pretende processar a cidade de Pawnee, para evitar isso, Leslie e sua equipe terão de fazer todas as vontades de Andy. |                      |                         |
| 07 | "Greg Pikitis"       | 29 de Outubro de 2009   |
| No Halloween, Leslie pretende impedir que a estátua de Pawnee seja vandalizada como ocorre todos os anos, e já tem o principal suspeito dos atos de vandalismo dos anos anteriores, o adolescente Gregory Pikitis, contra o qual Leslie lutará com todas as suas forças, porém, alguém enche o Departamento de Parques de papel higiênico...                                       |                      |                         |
| 08 | "Ron and Tammy"      | 5 de Novembro de 2009   |
| A ex-mulher de Ron manipula-o com sexo, para que este consiga que em lugar do parque seja construída uma biblioteca, enquanto isso Andy passa a trabalhar como engraxate no prédio da prédio. |                      |                         |
| 09 | "The Camel"          | 12 de Novembro de 2009  |
| Depois que o mural "O Espírito de Pawnee" é vandalizado, a prefeitura encomenda que cada departamento crie um novo projeto de mural para substituir o antigo, que continha insinuações desgradáveis sobre escravidão e violência, o Departamento de Parques não ficará de fora. Enquanto isso Ron e Andy protagonizam momentos desagradáveis, no trabalho de engraxate do segundo. |                      |                         |
| 10 | "Huntig Trip"        | 19 de Novembro de 2009  |
| Leslie decide acompanhar Ron numa viagem de caça para provar que pode ser "um dos caras", mas tudo sai errado quando Ron leva um tiro na nuca. Enquanto isso April e Andy ficam responsáveis por uma importante ligação. |                      |                         |
| 11 | "Tom's Divorce"      | 3 de Dezembro de 2009   |
| Leslie descobre que Tom está se divorciando, e com o objetivo de animá-lo, envia-o a uma casa de striptease, mas o que Leslie não sabia é que o casamento nunca sequer existiu. |                      |                         |
| 12 | "Christimas Scandal" | 10 de Dezembro de 2009  |
| A mídia cria um falso escândalo sexual entre Leslie e um vereador corrupto de Pawnee. |                      |                         |
| 13 | "The Set-Up"         | 14 de Janeiro de 2010   |
| Leslie tem um encontro às cegas com um técnico de MRI e Ann reencontra um grande amigo, causando ciúme em Mark. Enquanto isso Tom ajuda Ron a encontrar um novo assistente. |                      |                         |
| 14 | "Leslie's House"     | 21 de Janeiro de 2010   |
| Leslie promove um jantar em sua casa para impressionar Justin, mas acaba exagerando ao convidar professores do centro comunitário. |                      |                         |
| 15 | "Sweetums"           | 4 de Fevereiro de 2010  |
| Leslie se preocupa com a saúde de Pawnee após encontrar uma quantidade assustadora de xarope de milho em alguns lugares, mas não contava com um inimigo: Ron. Enquanto isso o restante do escritório se esforçará para ajudar Tom a sair de casa. |                      |                         |
| 16 | "Galentine's Day"    | 11 de Fevereiro de 2010 |
| Leslie ajuda Justin a unir sua mãe com uma antiga paixão, mas algumas atitudes de Justin, fazem Leslie repensar o romance. |                      |                         |
| 17 | "Woman of the Year"  | 4 de Março de 2010      |
| Leslie fica indignada quando Ron ganha o cobiçado prêmio Mulher do Ano, o qual Leslie sempre sonhou em ganhar. Tom procura uma nova casa. |                      |                         |
| 18 | "The Possum"         | 11 de Março de 2010     |
| Quando o cão do prefeito encontra um gambá num campo de golfe, Leslie monta uma força-tarefa para pegar o animal. |                      |                         |
| 19 | "Park Safety"        | 18 de Março de 2010     |
| Quando Jerry é assaltado no parque, Leslie procura Carl, o chefe de segurança do parque para discutir a segurança do local, enquanto isso Tom resolve ensinar auto-defesa para o escritório para prevenir atos de violência, mas acaba machucando Andy. |                      |                         |
| 20 | "Summer Catalog"     | 25 de Março de 2010     |
| O Departamento de Parques tem o dever de criar um catálogo divulgando os eventos de verão para uma campanha da prefeitura de Pawnee, Leslie decide então levar os diretores do Departamento para um piquenique. Tom pede auxílio de Ann e Mark para fazer a foto da capa. |                      |                         |
| 21 | "94 Meetings"        | 29 de Abril de 2010     |
| April acidentalmente marca 93 reuniões para Ron num único dia, Leslie tenta salvar uma construção histórica de ser demolida. |                      |                         |
| 22 | "Telethon"           | 6 de Maio de 2010       |
| Leslie se esforça para ficar acordada e preencher as horas de um Telethon de Pawnee, mas a solução para seu problema pode estar em um pedido de casamento surpresa. |                      |                         |
| 23 | "The Master Plan"    | 13 de Maio de 2010      |
| Todos estão animados com o feriado de 21 de Abril, menos Leslie que teme que o novo plano diretor corte parte da verba do Departamento de Parques. |                      |                         |
| 24 | "Freddy Spaghetti"   | 20 de Maio de 2010      |
| A prefeitura está descuidando dos parques, mas Leslie se esforça para organizar um concerto com crianças de Pawnee. Enquanto isso a relação de April e Andy causa ciúmes em Ann. |                      |                         |

## 3ª temporada
A terceira temporada da série tem 16 episódios exibidos de 20 de Janeiro de 2011 a 19 de Maio de 2011.
| Nº | Título                         | Estreia EUA             |
| --- | ------------------------------ | ----------------------- |
| 01 | "Go Big or Go Home"            | 20 de Janeiro de 2011   |
| Leslie pede ajuda a Ann para persuadir os auditores do estado Chris (Rob Lowe) e Ben (Adam Scott) para dar mais dinheiro ao Departamento de Parques. Em outro lugar, Ron e Andy começam a treinar basquete juvenil e April retorna com notícias surpreendentes.                                                                                             |                                |                         |
| 02 | "Flu Season"                   | 27 de Janeiro de 2011   |
| A gripe se espalha pelo escritório, enviando Leslie para o hospital e interrompendo seu trabalho nos preparativos para o Festival da Colheita local. Tom passa o dia em um spa. |                                |                         |
| 03 | "Time Capsule"                 | 03 de Fevereiro de 2011 |
| Leslie quer enterrar uma cápsula do tempo de Pawnee, mas uma estranha sugestão de um homem local (Will Forte) provoca consequências imprevisíveis. Enquanto isso, Andy procura os conselhos de Chris para reconquistar April. |                                |                         |
| 04 | "Ron & Tammy: Part Two"        | 10 de Fevereiro de 2011 |
| Tom se vinga de Ron saindo com a ex-mulher de Ron, Tammy (Megan Mullally). Enquanto isso, April é designada a trabalhar com Chris. |                                |                         |
| 05 | "Media Blitz"                  | 17 de Fevereiro de 2011 |
| Enquanto faz publicidade para o Festival da Colheita, Ben é obrigado a lidar com algumas questões problemáticas de seu passado. Enquanto isso, Andy continua a tentar reconquistar April. |                                |                         |
| 06 | "Indianapolis"                 | 24 de Fevereiro de 2011 |
| Ron e Leslie vão até Indianápolis, onde serão reconhecidos por seu trabalho no Festival da Colheita que se aproxima. De volta à Pawnee, Tom é o responsável pela festa de lançamento de um fabricante de colônia local, esperando lançar sua própria ideia de fragrância. Os quebrados Andy e April encontram, maneiras de se divertir sem gastar dinheiro. |                                |                         |
| 07 | "Harvest Festival"             | 17 de Março de 2011     |
| O destino do Departamento de Parques repousa sobre o sucesso do Festival da Colheita, que é atormentado por problemas de última hora, incluindo um líder tribal Wamapoke que ameaça lançar uma maldição sobre o evento. |                                |                         |
| 08 | "Camping"                      | 24 de Março de 2011     |
| Leslie planeja um acampamento com todo o departamento. Chris é nomeado administrador da cidade de Pawnee e Andy tenta um gesto romântico para April. |                                |                         |
| 09 | "Andy and April's Fancy Party" | 14 de Abril de 2011     |
| Ben pede conselhos à Leslie sobre sua carreira. April e Andy dão um jantar para todos os seus amigos. Ann vai a uma festa de solteiros. |                                |                         |
| 10 | "Soulmates"                    | 21 de Abril de 2011     |
| Leslie se cadastra em um site de encontros, somente para ser combinada com alguém que ela já conhece. Enquanto isso, Chris desafia Ron para um torneio de grill como parte de seu plano de tornar Pawnee mais saudável. |                                |                         |
| 11 | "Jerry's Painting"             | 28 de Abril de 2011     |
| O Departamento de Parques fica surpreso quando um trabalho de arte de Jerry causa agito no show de arte da comunidade. Ben vai morar com Andy e April. |                                |                         |
| 12 | "Eagleton"                     | 05 de Maio de 2011      |
| A ex melhor amiga de Leslie (Parker Posey) lança um ataque sobre Pawnee, proibindo os moradores de visitar um parque próximo na cidade vizinha de Eagleton. Enquanto isso, o aniversário de Ron está se aproximando e a última coisa que ele deseja é uma festa.                                                                                            |                                |                         |
| 13 | "The Fight"                    | 12 de Maio de 2011      |
| Leslie tenta arrumar um emprego na prefeitura para Ann, mas a reação morna de Ann as leva à primeira briga das duas. Enquanto isso, Tom promove a Snake Juice no salão do Snakehole. |                                |                         |
| 14 | "Road Trip"                    | 12 de Maio de 2011      |
| Leslie tenta conter seus sentimentos por Ben quando os dois embarcam em uma viagem de carro até Indianópolis. Em outro lugar, Ron ensina suas visões de governo a um jovem estudante. |                                |                         |
| 15 | "The Bubble"                   | 19 de Maio de 2011      |
| Chris faz grandes mudanças no Departamento de Parques e ninguém fica feliz, especialmente Tom, que começa a repensar as escolhas que fez em sua carreira. Enquanto isso, Ben tem uma reunião com a mãe de Leslie. |                                |                         |
| 16 | "Lil' Sebastian"               | 19 de Maio de 2011      |
| Leslie organiza uma homenagem póstuma para um querido amigo do departamento. Em outro lugar, Tom toma uma decisão importante, e Chris lida com um problema de saúde. |                                |                         |

## 4ª temporada
A quarta temporada da série tem 22 episódios exibidos de 22 de Setembro de 2011 a 10 de Maio de 2012.
| Nº | Título                      | Estreia EUA             |
| --- | --------------------------- | ----------------------- |
| 01 | "I'm Leslie Knope"          | 22 de Setembro de 2011  |
| Leslie encara uma difícil decisão quando ela considera correr até o escritório. Enquanto isso, Ron se prepara para o retorno de sua primeira esposa (Patricia Clarkson), e Ann dispensa os conselhos médicos após receber um inesperado diagnóstico.                                                                |                             |                         |
| 02 | "Ron & Tammys"              | 29 de Setembro de 2011  |
| A primeira esposa de Ron, Tammy I (Patricia Clarkson), entra novamente em sua vida e tenta controlar todos os seus movimentos. Enquanto isso, Ben ajuda Tom em seu novo negócio. |                             |                         |
| 03 | "Born & Raised"             | 06 de Outubro de 2011   |
| O livro de Leslie sobre Pawnee fica pronto bem a tempo para a campanha. Ann tenta criar um vínculo com Ron e April. |                             |                         |
| 04 | "Pawnee Rangers"            | 13 de Outubro de 2011   |
| Leslie cria um grupo só para garotas para rivalizar com o grupo de Ron só para homens. Enquanto isso, Tom e Donna tentam ensinar Ben a relaxar. |                             |                         |
| 05 | "Meet N Greet"              | 20 de Outubro de 2011   |
| April e Andy organizam uma festa de Halloween na casa que dividem com Ben, sem contar nada a ele sobre o plano. Tom promove um evento para a campanha de Leslie. Andy e April recebem um presente de casamento incomum de Ron e Ann.                                                                                |                             |                         |
| 06 | "End of the World"          | 03 de Novembro de 2011  |
| Um grupo local prevê que o fim do mundo está próximo, instigando todos a refletir sobre suas vidas. Tom decide organizar uma grande festa, enquanto April ajuda Andy a checar os itens de sua “lista de desejos”.                                                                                                   |                             |                         |
| 07 | "The Treaty"                | 10 de Novembro de 2011  |
| Leslie é a anfitriã do Model United Nations na escola de Pawnee. Ron procura por um substituto para Tom. Chris segue os conselhos amorosos de Ann após ter um encontro cancelado. |                             |                         |
| 08 | "Smallest Park"             | 17 de Novembro de 2011  |
| Leslie constrói o menor parque em Indiana na esperança que ele se torne uma atração turística. April e Ron encorajam Andy a ir para a faculdade. Tom e Jerry recebem a tarefa de redesenhar a logo do Departamento de Parques.                                                                                      |                             |                         |
| 09 | "The Trial of Leslie Knope" | 01 de Dezembro de 2011  |
| Leslie vai ao tribunal para defender suas ações. |                             |                         |
| 10 | "Citizen Knope"             | 08 de Dezembro de 2011  |
| Frustrada pela maneira com que as coisas são difíceis de serem feitas de dentro do Departamento de Parques, Leslie forma um grupo de ação de cidadãos e luta pelo lado de fora. Enquanto isso, todos no escritório tentam encontrar o presente de Natal perfeito para Leslie.                                       |                             |                         |
| 11 | "The Comeback Kid"          | 12 de Janeiro de 2012   |
| Leslie organiza um evento para chamar a atenção para si. Enquanto isso, Andy e April adotam um bichinho de estimação, ao mesmo tempo em que Ben resolve praticar um novo hobby. |                             |                         |
| 12 | "Campaign Ad"               | 19 de Janeiro de 2012   |
| Leslie e Ben batem de frente ao trabalhar na primeira propaganda da eleição. Em outro lugar, Chris tenta ser amigo de Ron, o que deixa o segundo bastante desconfortável. Ao mesmo tempo, April e Andy fazem uma visita ao médico.                                                                                  |                             |                         |
| 13 | "Bowling for Votes"         | 26 de Janeiro de 2012   |
| O feedback de um grupo faz com que Leslie organize uma festa no boliche, na expectativa de conseguir apoio para a sua campanha. Enquanto isso, April, Chris, Donna e Jerry começam a ligar para os votantes ao mesmo tempo em que competem para ver quem consegue angariar mais dinheiro para a campanha de Leslie. |                             |                         |
| 14 | "Operating Ann"             | 02 de Fevereiro de 2012 |
| Leslie faz de sua missão organizar um encontro para Ann no dia dos namorados. Enquanto isso, Ben pede ajuda a Ron para descobrir o que Leslie está tramando. Ao mesmo tempo, Chris está preocupado com o status de sua vida amorosa.                                                                                |                             |                         |
| 15 | "Dave Returns"              | 16 de Fevereiro de 2012 |
| Leslie e Ben se encontram com um antigo amor de Leslie, chamado Dave, o que causa desconforto para o casal. Enquanto isso, Andy escreve uma canção para a campanha de Leslie. |                             |                         |
| 16 | "Sweet Sixteen"             | 23 de Fevereiro de 2012 |
| Todos esquecem o aniversário de Jerry. Para compensar, Leslie organiza uma festa pós-aniversário em um lugar especial. Enquanto isso, Tom fica chocado ao saber que ele e Ann possuem gostos muito diferentes para música.                                                                                          |                             |                         |
| 17 | "Campaign Shake-up"         | 01 de Março de 2012     |
| Leslie e Ben são pegos de surpresa quando seu oponente contrata um gerente de campanha de Washington. Enquanto isso, Ron relutantemente entrevista substitutos para Leslie após as coisas começarem a ruir no escritório.                                                                                           |                             |                         |
| 18 | "Lucky"                     | 08 de Março de 2012     |
| Leslie tem uma grande entrevista em um talk show de Indianápolis. Enquanto isso, Andy se prepara para seus exames finais no curso de estudos de sua mulher, com a ajuda de Ron e April. |                             |                         |
| 19 | "Live Ammo"                 | 19 de Abril de 2012     |
| Quando Leslie descobre que o orçamento do Departamento de Parques está prestes a ser cortado, ela convence o vereador Pillner a fazer os cortes em outros lugares, mas isso leva a consequências imprevisíveis para sua campanha. Em outros lugares, Ron e Chris visitam um centro de meditação juntos.             |                             |                         |
| 20 | "The Debate"                | 26 de Abril de 2012     |
| Leslie encara seu oponente, Bobby Newport (Paul Rudd), em um debate na televisão. Ann, Tom e Chris mantêm a mídia ocupada, enquanto Ron trabalha para salvar a festa para os doadores de Leslie. |                             |                         |
| 21 | "Bus Tour"                  | 03 de Maio de 2012      |
| Leslie embarca em um ônibus em seu último dia de campanha, mas ela é distraída pela morte repentina de uma importante pessoa de Pawnee. Em outros lugares, Andy investiga um acordo de segurança, enquanto Chris descobre uma surpreendente cura para sua depressão.                                                |                             |                         |
| 22 | "Win, Lose, or Draw"        | 10 de Maio de 2012      |
| O dia das eleições chega a Pawnee, e a corrida entre Leslie e Bobby Newport (Paul Rudd) fica cabeça a cabeça. Enquanto esperam pelos resultados, todos refletem sobre o que o futuro pode trazer. |                             |                         |

## 5ª temporada
A quinta temporada da série tem 22 episódios exibidos de 20 de Setembro de 2012 a 02 de Maio de 2013.
| Nº | Título                         | Estreia EUA             |
| --- | ------------------------------ | ----------------------- |
| 01 | "Ms. Knope Goes To Washington" | 20 de Setembro de 2012  |
| Leslie e Andy visitam Ben e April em Washington, o que deixa Leslie fascinada pela cidade – ainda mais depois de conhecer as senadoras Barbara Boxer e Olympia Snowe, duas inspirações em sua vida. Enquanto isso, Ron oferece um churrasco de agradecimento à toda equipe do escritório. |                                |                         |
| 02 | "Soda Tax"                     | 27 de Setembro de 2012  |
| Leslie lida com sua primeira missão como conselheira: passar uma taxa gigante em relação a refrigerantes, algo que vai impactar em toda a cidade. Enquanto isso, Chris ajuda Andy a ficar em forma para passar em um exame. Já Ben luta para se conectar com os estagiários do seu escritório. |                                |                         |
| 03 | "How a Bill Becomes a Law"     | 04 de Outubro de 2012   |
| Leslie negocia com seus companheiros uma nova lei que estende as horas da piscina comunitária. Já Chris aparece com uma nova ideia para resolver os problemas da cidade. Para completar, Ben e April decidem viajar para visitar Leslie e Andy. |                                |                         |
| 04 | "Sex Education"                | 18 de Outubro de 2012   |
| Para combater um surto de DST entre os veteranos de Pawnee, Leslie ministra sua própria aula de educação sexual. Ao mesmo tempo, Tom fica sem seus aparelhos eletrônicos e pede ajuda para Ron na tentativa de lidar com sua vida sem tecnologia. Para completar, Ben e April seguem ao primeiro encontro com o congressista Murray.                                                                                            |                                |                         |
| 05 | "Halloween Surprise"           | 25 de Outubro de 2012   |
| O Dia das Bruxas traz uma notícia terrível para Leslie na forma de uma oferta de emprego para Ben. Ao mesmo tempo, Ron e Andy acompanham as filhas de Diane na tradição de bater de porta em porta para pedir doces. Para completar, Tom procura um novo e perigoso trabalho. |                                |                         |
| 06 | "Ben's Parents"                | 01 de Novembro de 2012  |
| Leslie está apreensiva para conhecer os pais divorciados de Ben pela primeira vez. Enquanto isso, Tom pede ajuda para Jean-Ralphio na apresentação de seu novo projeto para Ron. Para completar, Chris entra em uma montanha-russa emocional. |                                |                         |
| 07 | "Leslie vs. April"             | 08 de Novembro de 2012  |
| Leslie desaprova os planos de April de transformar um terreno em um parque para cães. Enquanto isso, Ben relutantemente ajuda Tom com seu novo negócio. Para completar, Andy mergulha em uma espécie de investigação da cena de um crime. |                                |                         |
| 08 | "Pawnee Commons"               | 29 de Novembro de 2012  |
| Leslie fica desconfiada quando um arquiteto de Eagleton responde o seu apelo público por sugestões para o parque. Enquanto isso, Tom define o seu novo negócio com a ajuda do escritório, e Andy adiciona algum excitamento em sua nova função de guarda de segurança. |                                |                         |
| 09 | "Ron and Diane"                | 06 de Dezembro de 2012  |
| A nova namorada de Ron, Diane, conhece a sua ex-mulher Tammy II quando todos comparecem a um jantar de premiação. Ao mesmo tempo, Jerry dá uma festa onde nem todos são convidados. |                                |                         |
| 10 | "Two Parties"                  | 17 de Janeiro de 2013   |
| Jamm aparece na festa de despedida de solteira que Ann está planejando para Leslie. Enquanto isso, Chris organiza uma noite entre amigos para honrar os últimos dias de Ben como um homem descompromissado. |                                |                         |
| 11 | "Women in Garbage"             | 24 de Janeiro de 2013   |
| Leslie pressiona para conseguir mais mulheres em trabalhos governamentais, porém consegue apenas ser mandada para a coleta de lixo junto a April. Enquanto isso, Tom pede a Andy e Ben que eles o ensinem sobre basquete. Para completar, Ron fica com a responsabilidade de cuidar do filho de Diane durante as férias da babá.                                                                                                |                                |                         |
| 12 | "Ann's Decision"               | 07 de Fevereiro de 2013 |
| Uma série de relações fracassadas leva Ann a fazer uma decisão dramática na vida. Enquanto isso, Ben procura conselho para escolher o bufê para o casamento. Para completar, April precisa realizar uma tarefa normalmente deixada sob encargo de Leslie. |                                |                         |
| 13 | "Emergency Response"           | 14 de Fevereiro de 2013 |
| Os planos para arrecadar dinheiro para o parque em um baile de gala vão por água abaixo. Enquanto isso, Andy se prepara para realizar o teste da academia de polícia, ao mesmo tempo em que Ron toma o lugar de Leslie no “Pawnee Today”. |                                |                         |
| 14 | "Leslie and Ben"               | 21 de Fevereiro de 2013 |
| Na primeira parte do especial, Leslie e Ben possuem apenas duas horas para completar um projeto de um ano inteiro. Ao mesmo tempo, o temperamento de Ron o coloca em problemas. Mais tarde, Leslie precisa improvisar após perder seu discurso preparado para o evento especial, enquanto Bem começa seu novo trabalho na Sweetums Charity Foundation. Para completar, Ann toma coragem para perguntar algo importante.         |                                |                         |
| 15 | "Correspondent's Lunch"        | 21 de Fevereiro de 2013 |
| Na segunda perte da história especial, Leslie e Ben possuem apenas duas horas para completar um projeto de um ano inteiro. Ao mesmo tempo, o temperamento de Ron o coloca em problemas. Mais tarde, Leslie precisa improvisar após perder seu discurso preparado para o evento especial, enquanto Bem começa seu novo trabalho na Sweetums Charity Foundation. Para completar, Ann toma coragem para perguntar algo importante. |                                |                         |
| 16 | "Bailout"                      | 14 de Março de 2013     |
| Leslie está determinada a ajudar uma locadora de vídeos, ao mesmo tempo em que Chris oferece conselhos a Tom sobre como lidar com um empregado que causa problemas. Para completar, Ann apela para a chantagem na tentativa de fazer com que April seja sua amiga. |                                |                         |
| 17 | "Partridge"                    | 04 de Abril de 2013     |
| Leslie e Ben viajam até a cidade natal dele para aceitar a chave da cidade. Ron é servido por uma ação do vereador Jamm (ator convidado Jon Glaser), enquanto Ann e Chris fazem um teste de paternidade. |                                |                         |
| 18 | "Animal Control"               | 11 de Abril de 2013     |
| Leslie decide assumir o Departamento de Controle Animal enquanto Ann procura atendimento médico para Ron. Em outro lugar, Ben, Tom e Andy estão decididos a encontrar doadores para sua instituição de caridade. |                                |                         |
| 19 | "Article Two"                  | 18 de Abril de 2013     |
| A última meta de Leslie é se livrar de leis que não fazem sentido, enquanto April e Ron recebem informações sobre gestão de Chris. Em outros lugares, Ben encontra-se em uma grande guerra contra Ann para ganhar um presente para Leslie. |                                |                         |
| 20 | "Jerry's Retirement"           | 18 de Abril de 2013     |
| Leslie quer fazer algo de especial para comemorar a aposentadoria de Jerry. Chris e Ann se preparam para ter um bebê juntos. Tom se preocupa com o quanto a saída de Jerry vai afetá-lo. |                                |                         |
| 21 | "Swing Vote"                   | 25 de Abril de 2013     |
| Cortes na proposta orçamentária levam Ron a pensar em fechar o campo de minigolfe local, o que é inaceitável para Leslie. Em outros lugares, Andy e Ben celebram uma grande doação, e Ann tenta resolver problemas da namorada de Tom. |                                |                         |
| 22 | "Are You Better Off?"          | 02 de Maio de 2013      |
| A quinta temporada termina com Leslie comemorando seu primeiro aniversário como vereadora. Andy chama o seu alter ego, o agente do FBI Burt Macklin, da aposentadoria para ajudar em uma investigação. Em outros lugares, April recebe uma notícia que pode mudar a sua vida, e Tom considera uma grande oportunidade de negócio.                                                                                               |                                |                         |